# Cupa României 1967-1968
Ediția 1967-1968 a fost a 30-a ediție a Cupei României la fotbal. A fost câștigată a treia oară de Dinamo București, învingând în finală echipa Rapid București cu scorul de 3-1. Câștigătoarea ediției anterioare, Steaua București, a fost eliminată în sferturi de Progresul București.

## Desfășurare
Toate meciurile, exceptând finala (care a avut loc în București) s-au jucat pe teren neutru. În șaisprezecimi au participat 32 de echipe, din care făceau parte și cele din Divizia A. Dacă după 90 de minute scorul era egal se jucau două reprize de prelungiri a câte 15 minute. Dacă după prelungiri scorul era tot egal, meciul se rejuca următoarea zi pe același stadion. Dacă și acel meci se termina tot la egalitate, în primele 90 de minute, echipa cu media de vârstă mai mică trecea mai departe. În cazul în care se consemna un rezultat de egalitate după prelungiri, atunci echipa oaspete se califica în următoarea etapă.

## Șaisprezecimi
| Data          | Echipă gazdă        |   | Echipă oaspete      | Rezultat         |
| ------------- | ------------------- | - | ------------------- | ---------------- |
| 3 martie 1968 | Vagonul Arad        | – | Steagul Roșu Brașov | 2:0 (2:0)        |
|               | F.C. Baia Mare      | – | U Craiova           | 1:3 (0:2)        |
|               | Dacia Unirea Brăila | – | Dinamo Bacău        | 1:4 (1:2)        |
|               | Electronica Obor    | – | Rapid București     | 0:2 (0:1)        |
|               | Metalul București   | – | Dinamo București    | 0:1 (0:1)        |
|               | TUG București       | – | ASA Tîrgu Mureș     | 0:3 (0:0)        |
|               | CSM Făgăraș         | – | Steaua București    | 1:2 (0:1)        |
|               | Ancora Galați       | – | CFR Timișoara       | r 2:2 (1:1, 2:2) |
|               | Politehnica Iași    | – | UTA Arad            | 3:0 (2:0)        |
|               | Marina Mangalia     | – | Poli Timișoara      | 2:3 (2:3)        |
|               | Odorheiu Secuiesc   | – | Jiul Petroșani      | 0:3 1            |
|               | Crișul Oradea       | – | Petrolul Ploiești   | r 0:1 (0:0, 0:0) |
|               | CSM Sibiu           | – | Argeș Pitești       | r 0:1 (0:0, 0:0) |
|               | CSM Suceava         | – | Farul               | 2:1 (2:0)        |
|               | Metalul Târgoviște  | – | Progresul București | r 1:1 (1:1, 1:1) |
|               | Pandurii            | – | Universitatea Cluj  | r 1:2 (1:1, 1:1) |

1 Meciul a fost întrerupt în minutul 60 la scorul de 1:2

## Optimi
| Data           | Oraș           | Echipă gazdă        |   | Echipă oaspete      | Rezultat         |
| -------------- | -------------- | ------------------- | - | ------------------- | ---------------- |
| 3. April 1968  | Bacău          | Dinamo București    | – | CSM Suceava         | 1:0 (0:0)        |
|                | Brașov         | Dinamo Bacău        | – | Petrolul Ploiești   | 2:1 (0:0)        |
|                | București      | Vagonul Arad        | – | Jiul Petroșani      | 1:1 (1:0)        |
|                | Craiova        | Steaua București    | – | Poli Timișoara      | 2:1 (1:1)        |
|                | Pitești        | Rapid București     | – | U Craiova           | 3:0 (2:0)        |
|                | Ploiești       | Politehnica Iași    | – | Argeș Pitești       | 5:1 (2:1)        |
|                | Râmnicu Vâlcea | Universitatea Cluj  | – | Progresul București | r 1:1 (0:0, 0:0) |
|                | Sibiu          | CFR Timișoara       | – | ASA Tîrgu Mureș     | 1:1 (0:1)        |
| 10. April 1968 | Brașov         | Progresul București | – | Universitatea Cluj  | 2:1 (1:1)        |

## Sferturi
| Data           | Oraș          | Echipă gazdă        |   | Echipă oaspete   | Rezultat         |
| -------------- | ------------- | ------------------- | - | ---------------- | ---------------- |
| 17. April 1968 | Brașov        | Rapid București     | – | Politehnica Iași | 2:0 (0:0)        |
|                | București     | Progresul București | – | Steaua București | 2:1 (1:1)        |
|                | Sibiu         | Vagonul Arad        | – | Dinamo Bacău     | 1:1 (0:1)        |
|                | Turnu Severin | Dinamo București    | – | CFR Timișoara    | r 2:1 (0:1, 1:1) |

## Semifinale
| Data          | Oraș      | Echipă gazdă     |   | Echipă oaspete      | Rezultat         |
| ------------- | --------- | ---------------- | - | ------------------- | ---------------- |
| 12. Juni 1968 | București | Dinamo București | – | Progresul București | r 4:3 (1:1, 3:3) |
|               | Cluj      | Rapid București  | – | Vagonul Arad        | 2:0 (2:0)        |

## Finala
| 16 iunie 1968 | Dinamo București                  | 2 – 1 | Rapid București | Stadionul 23 August, București Spectatori: 30.000 Arbitru: Vasile Dumitrescu (București) |
| 16 iunie 1968 | 78' Dumitrache 115', 116' Lucescu |       | Năsturescu 70'  | Stadionul 23 August, București Spectatori: 30.000 Arbitru: Vasile Dumitrescu (București) |

| DINAMO BUCUREȘTI: |                    |  |     |
|                   |                    |  |     |
| P                 | Spiridon Niculescu |  |     |
| F                 | Cornel Popa        |  |     |
| F                 | Ion Nunweiller     |  |     |
| F                 | Cornel Dinu        |  |     |
| F                 | Constantin Ștefan  |  |     |
| M                 | Vasile Gergely     |  |     |
| M                 | Mircea Stoenescu   |  |     |
| A                 | Ion Pârcălab       |  |     |
| A                 | Nicolae Nagy 77'   |  |     |
| A                 | Florea Dumitrache  |  |     |
| A                 | Ion Haidu          |  |     |
| Schimbări:        |                    |  |     |
| M                 | Mircea Lucescu     |  | 77' |
| Antrenor:         |                    |  |     |
| Bazil Marian      |                    |  |     |

| RAPID BUCUREȘTI:  |                       |  |     |
|                   |                       |  |     |
| P                 | Răducanu Necula 17'   |  |     |
| F                 | Nicolae Lupescu       |  |     |
| F                 | Ion Motroc            |  |     |
| F                 | Dan Coe               |  |     |
| F                 | Ilie Greavu           |  |     |
| M                 | Ion Dumitru           |  |     |
| M                 | Constantin Jamaischi  |  |     |
| M                 | Constantin Năsturescu |  |     |
| M                 | Alexandru Neagu       |  |     |
| A                 | Ion Ionescu 68'       |  |     |
| A                 | Teofil Codreanu       |  |     |
| Schimbări:        |                       |  |     |
| A                 | Marian Petreanu       |  | 68' |
| Antrenor:         |                       |  |     |
| Valentin Stănescu |                       |  |     |

- Notă: Alexandru Neagu a ratat un penalty în minutul '90.